# Lemphini
Lemphini son una tribu de coleópteros polífagos perteneciente a la familia Melyridae.

## Géneros
- Brachidia Solier, 1849
- Engilemphus Wittmer, 1976
- Hypattalus Blackburn, 1894
- Lemphus Erichson, 1840
- Nemacerus Solier, 1849
- Neolemphus Wittmer, 1976